# Бин Фуок (провинция)
Бин Фуок (на виетнамски: Bình Phước) е виетнамска провинция разположена в регион Донг Нам Бо. На север граничи с провинция Дак Нонг, на юг с провинциите Тай Нин и Бин Дуонг, на запад с Камбоджа, а на изток с провинция Донг Най. Населението е 968 900 жители (по приблизителна оценка за юли 2017 г.).

## Административно деление
Провинция Бин Фуок се състои от един самостоятелен град Донг Соаи и седем окръга:
- Бин Лонг
- Бу Данг
- Бу Доп
- Чон Тхан
- Донг Фу
- Лок Нин
- Фуок Лонг